# Anomala sanchezi
Anomala sanchezi är en skalbaggsart som beskrevs av Ohaus 1912. Anomala sanchezi ingår i släktet Anomala och familjen Rutelidae. Inga underarter finns listade i Catalogue of Life.